# Результати референдуму про членство Великої Британії в Європейському Союзі 2016 року
23 червня 2016 року у Сполученому Королівстві та на Гібралтарі відбувся референдум щодо членства Сполученого Королівства в Європейському Союзі. Членство в Європейському Союзі було темою дебатів у Сполученому Королівстві після того, як країна приєдналася до Європейських Співтовариств (тоді їх зазвичай називали «Спільний ринок» британським народом) у 1973 році. Цей референдум проводився зовсім інакше, ніж референдум про членство в Європейських Співтовариствах у 1975 році; було використано більш локалізовану та регіональну процедуру підрахунку, а голосування контролювалося Виборчою комісією, державним органом, якого не існувало на момент першого голосування. У цій статті наведено всі результати референдуму за виборчими районами для Великої Британії та Гібралтару та за парламентськими округами для Північної Ірландії, упорядковані за національними та регіональними розділами.
Відповідно до положень Закону про референдум Європейського Союзу 2015 року, у дванадцяти регіонах було загалом 382 виборчі зони з використанням тих самих кордонів, які використовувалися під час виборів до Європейського парламенту з 1999 року відповідно до положень Закону про вибори до Європейського парламенту 2002 року, з підрахунком голосів. на рівні місцевої влади. В Англії 326 округів місцевого самоврядування використовувалися як зони для голосування; вони складаються з усіх унітарних органів влади, усіх столичних районів, усіх графських округів, районів Лондона, лондонського Сіті та островів Сіллі. Дев'ять регіонів Англії також використовувалися для підрахунку голосів на регіональному рівні, причому Гібралтар вважався частиною Південно-Західної Англії. Північна Ірландія була єдиною виборчою територією, а також регіональним підрахунком, хоча було оголошено місцеві загальні результати за Вестмінстерським парламентським виборчим округом. У Шотландії 32 райони Шотландської ради використовувалися як зони для голосування та єдиного національного підрахунку. В Уельсі 22 райони валлійської ради використовувалися як зони для голосування та єдиного національного підрахунку.
Перевірка та підрахунок голосів розпочалися, щойно виборчі дільниці закрилися 23 червня о 22:00 за київським часом (тобто це був перший загальнобританський референдум, який підраховувався протягом ночі) і тривав дев'ять годин двадцять хвилин. BBC передбачила результати референдуму трохи раніше 04:40 BST (приблизно через 6 годин 40 хвилин після закриття виборчих дільниць), на той час було оголошено близько 308 результатів. Першим результатом оголосили Гібралтар, а останнім — Корнуолл.
24 червня 2016 року було зафіксовано, що Велика Британія проголосувала за вихід з Європейського Союзу: 51,89 % за вихід проти 48,11 % за те, щоб залишитися, невелика перевага в 3,78 %. Це відповідає 17 410 742 голосам за вихід і 16 141 241 голосам за те, щоб залишитися, тобто запас у 1 269 501 голос.
23 червня 2016 року у Сполученому Королівстві та на Гібралтарі відбувся референдум про членство Сполученого Королівства в Європейському Союзі. Членство в Європейському Союзі було темою дебатів у Сполученому Королівстві після того, як країна приєдналася до Європейських Співтовариств (тоді їх зазвичай називали «Спільний ринок» британським народом) у 1973 році. Цей референдум проводився зовсім інакше, ніж референдум про членство в Європейських Співтовариствах у 1975 році; було використано більш локалізовану та регіональну процедуру підрахунку, а голосування контролювалося Виборчою комісією, державним органом, якого не існувало на момент першого голосування. У цій статті перераховано всі результати референдуму за територіями голосування для Великої Британії та Гібралтару та за парламентськими округами для Північної Ірландії, кожен з яких розбитий на національні та регіональні секції.
Відповідно до положень Закону про референдум Європейського Союзу 2015 року, у дванадцяти регіонах було загалом 382 виборчі зони з використанням тих самих кордонів, які використовувалися під час виборів до Європейського парламенту з 1999 року відповідно до положень Закону про вибори до Європейського парламенту 2002 року, з підрахунком голосів. на рівні місцевої влади. В Англії 326 округів місцевого самоврядування використовувалися як зони для голосування; вони складаються з усіх унітарних органів влади, усіх столичних районів, усіх графських округів, районів Лондона, лондонського Сіті та островів Сіллі. Дев'ять регіонів Англії також використовувалися для підрахунку голосів на регіональному рівні, при цьому Гібралтар вважався частиною Південно-Західної Англії. Північна Ірландія була єдиною виборчою територією, а також регіональним підрахунком, хоча було оголошено місцеві загальні результати за Вестмінстерським парламентським виборчим округом. У Шотландії 32 райони Шотландської ради використовувалися як зони для голосування та єдиного національного підрахунку. В Уельсі 22 райони валлійської ради використовувалися як зони для голосування та єдиного національного підрахунку.
Перевірка та підрахунок голосів розпочалися, щойно виборчі дільниці закрилися 23 червня о 22:00 за київським стандартним часом (що зробило це перший загальнобританський референдум, який підраховувався протягом ночі) і тривав дев'ять годин і двадцять хвилин. BBC передбачила результати референдуму трохи раніше 04:40 BST (приблизно через 6 годин 40 хвилин після закриття виборчих дільниць), на той час було оголошено близько 308 результатів. Першим результатом оголосили Гібралтар, а останнім — Корнуолл.
24 червня 2016 року зареєстрованим результатом було те, що Велика Британія проголосувала за вихід з Європейського Союзу: 51,89 % за вихід проти 48,11 % за те, щоб залишитися, невелика перевага в 3,78 %. Це відповідає 17 410 742 голосам за вихід і 16 141 241 голосам за те, щоб залишитися, тобто запас у 1 269 501 голос.

## Об'єднане Королівство
З 382 виборчих дільниць у Великій Британії та Гібралтарі та 18 парламентських округів Північної Ірландії загалом 270 віддали більшість голосів за «Вийти з Європейського Союзу», а 129 віддали більшість голосів за «Залишитися членом Європейського Союзу». Союз», включаючи всі 32 виборчі округи в Шотландії.
Остаточні результати референдуму для Сполученого Королівства та Гібралтару були оголошені в мерії Манчестера о 07:20 за британським стандартним часом у п’ятницю, 24 червня 2016 року, після того, як усі 382 виборчі округи та дванадцять регіонів Великої Британії оголосили свої результати, тодішнім головним рахунком ( CCO) для референдуму, Дженні Вотсон. На загальнобританському референдумі посаду керівника підрахунку голосів (CCO) займає голова виборчої комісії. Такі цифри наводить виборча комісія.
При загальнонаціональній явці в 72,21% ціль для забезпечення перемоги більшості для сторони-переможця становила 16 788 672 голоси. Виборці прийняли рішення «вийти з Європейського Союзу», виборці за що отримали більшість у 1 269 501 голосів (3,78%) над тими, хто проголосував за «Залишитися членом Європейського Союзу», з Англією та Уельсом. «Вийти», а Шотландія та Північна Ірландія проголосували «Залишитися».

### Результати з 30 найбільших міст Великої Британії
З понад 33,5 мільйонів дійсних голосів, поданих у Сполученому Королівстві, понад 8,8 мільйонів, або трохи більше однієї чверті, були подані в тридцяти великих містах, кожне з яких набрало 100 000 голосів або більше. 16 з цих міст проголосували за вихід, а 14 – за те, щоб залишитися, або 53% вийти і 47% залишитися.
У цих 30 містах голоси «за залишитися» перевищили кількість голосів «за вихід» на понад 900 000 (4 872 810 проти 3 955 595 або 55,2% проти 44,8%), тоді як в інших районах голосування голоси «за вихід» перевищили кількість голосів за вихід майже на 2,2 мільйона (13 455 147 проти 11 268 431). , або з 54,4% до 45,6%).

## Англія
Англійські місцеві округи використовувалися як місця для голосування на референдумі в Англії; вони складаються з усіх унітарних органів влади, усіх столичних округів, усіх неметричних округів, районів Лондона, лондонського Сіті та островів Сіллі.
На відміну від інших країн, що входять до Сполученого Королівства, в Англії не було централізованого національного підрахунку голосів, оскільки підрахунок проводився в дев’яти окремих регіонах. Фігури з Гібралтару входять до регіону Південно-Західної Англії.
Англія була розбита на 9 регіональних областей підрахунку з використанням тих самих регіональних меж виборчих округів, які використовувалися на виборах до Європейського парламенту.

### Іст-Мідлендс
Регіон Іст-Мідлендс був розбитий на 40 виборчих дільниць.

### Східна Англія
Регіон Східної Англії був розбитий на 47 виборчих округів.

### Великий Лондон
Регіон Великого Лондона був розбитий на 33 виборчі округи.

### Північно-Східна Англія
Регіон Північно-Східної Англії було поділено на 12 виборчих округів.

### Північно-Західна Англія
Північно-Західна Англія була поділена на 39 виборчих дільниць.

### Південно-Східна Англія
Регіон Південно-Східної Англії було поділено на 67 виборчих округів.

### Південно-Західна Англія (включаючи Гібралтар)
Південно-Західна Англія була поділена на 38 виборчих дільниць.

#### Гібралтар
Для цілей цього референдуму, як і у випадку з попередніми виборами до Європейського парламенту, заморська територія Гібралтар була єдиною виборчою ділянкою у виборчому окрузі Південно-Західної Англії. Це перший випадок, коли ця територія взяла участь у загальнобританському референдумі, оскільки вона не брала участі ні в оригінальному референдумі ЄС 1975 року, ні в референдумі AV 2011 року, оскільки Гібралтар не направляє жодного члена парламенту до Палати громад у Вестмінстері.

### Вест-Мідлендс
Регіон Вест-Мідлендс був розбитий на 30 виборчих ділянок.

### Йоркшир і Хамбер
Регіон Йоркшир і Хамбер був розбитий на 21 виборчий округ.

## Північна Ірландія
Північна Ірландія була єдиною виборчою територією, а також регіональним підрахунком, хоча місцеві загальні результати оголошувалися в кожному з округів Вестмінстерського парламенту в Північній Ірландії. Місцеві підсумки Північної Ірландії за парламентськими округами.

## Шотландія
Райони Шотландської ради використовувалися як зони для голосування на референдумі по всій Шотландії. Шотландія була поділена на 32 виборчі округи.
У той час як усі райони підрахунку голосів показують, що більшість залишиться, один виборчий округ, Банф і Бьюкан, проголосував за вихід із приблизною пропорцією 54% до 46%. Голосування за вихід із ЄС було найбільше зосереджено на північному узбережжі графства Абердиншир між рибальськими містами Банф і Пітерхед, де було 23 707 голосів за вихід проти 14 918 голосів, що залишилися (61% вийшли, 39% залишилися).
Області Волсай і Південний Анст на Шетландських островах і Ан-Таобх-Сіар і Ніс у На-Ейленан-ан-Іар (Західні острови) також проголосували більшістю за вихід, як і місто Лоссімут у Морей.

## Уельс
Території ради Уельсу використовувалися як зони для голосування на референдумі по всьому Уельсу.
Загалом 650 000 жителів Англії, які народилися в Англії, проживають в Уельсі (21%), причому регіони з найбільшим відсотком проголосували за вихід. Більшість з тих, хто залишив ЄС, склала 82 тисячі. На карті показано місцеві райони, що включають колишні важкі індустріальні райони та англомовні як загальні переваги як райони, де Leave переміг. Частина сільських районів Уельсу також спостерігала більшість голосів за вихід (але також Англсі, де валлійською мовою розмовляють так само, якщо не частіше). Кардіфф, осередок Плейд-Сімру двох районів ради в Західному Уельсі, а також заможні Монмутшир і долина Гламорган були областями, де Remain володіла владою.
Примітка. Відповідно до Закону про валлійську мову 1993 року в Уельсі валлійська мова має рівний статус з англійською.
Уельс був розбитий на 22 виборчі округи.

## Результати по округах
Голоси не підраховувалися за місцями в Палаті громад, за винятком Північної Ірландії. Деякі місцеві ради (райони) перепублікували місцеві результати за виборчими округами чи округами. Деякі виборчі округи збігаються (перекриваються) з округом місцевого самоврядування. Для інших д-р Кріс Ганретті, дослідник політики в Університеті Східної Англії, оцінив за допомогою демографічної моделі голосування «вийти» і «залишитися». Ганретті закликає бути обережними при інтерпретації даних, оскільки оцінки мають похибку.

### Список результатів округу
У той час як голоси підраховувалися за округами, було доступно два джерела результатів за виборчими округами протягом короткого часу після референдуму. По-перше, модель Кріса Ганретті на основі опублікованих результатів за районами, а по-друге, 82 результати, розраховані BBC на основі результатів округів, отриманих від місцевої влади

## Регіони з найбільшими перевагами

### Регіони за вихід
Усі, крім одного, були в регіонах Східного Мідлендсу та Східної Англії, а чотири з десяти, включаючи два найвищих, розташовані в Лінкольнширі.

### Регіони проти виходу
Виборчі ділянки, які найбільше проголосували за те, щоб залишитися. З десяти сім були в регіоні Великого Лондона.

## Найбільш рівномірно розділені регіони
Найменша перевага в будь-якому з 382 виборчих округів у Сполученому Королівстві була в районі Шотландської ради Морей, де проголосували лише 122 голоси або 0,25% переваги на користь того щоб залишитись.
В Англії найменший відрив перемоги за вихід був у Вотфорді, який проголосував лише з 252 голосами або 0,54% на користь виходу, і в Червеллі, який проголосував лише з 500 голосами або 0,61% на користь виходу. Найменша перевага того щоб залишитись була в лондонському районі Бромлі, де проголосували лише 2364 голоси або 1,30% на користь того щоб залишитись.

## Явка за віковими групами
Після референдуму щорічне дослідження британських соціальних настроїв опитувало громадськість щодо їх участі. Опитування в основному проводилося в період з липня по жовтень 2016 року, і респондентів було поділено на три вікові групи (18–34, 35–64 та >/=65). Опитування показало, що явка була вищою у старших вікових групах і становила відповідно 64%, 80% та 89%. Вікова різниця була характерною і для попередніх виборів та референдумів. Однак порівняно з попереднім референдумом 2011 року явка молодих виборців у 2016 році різко зросла на 31%, а явка двох старших вікових категорій також зросла, але лише на 26% і 21%.

## Порушення
У липні 2018 року Виборча комісія Великої Британії виявила, що неявка порушила виборче законодавство, витративши понад ліміт. У зв'язку з цим Офіс уповноваженого з інформації виявив, що дані виборців Великої Британії були незаконно зібрані, і опублікував повідомлення про намір оштрафувати Facebook на 500 000 фунтів стерлінгів. Крім того, спеціальний комітет Палати громад з питань культури, медіа та спорту оприлюднив проміжний звіт про "дезінформацію та «фейкові новини», в якому зазначено, що Росія веде «нетрадиційну війну» через Twitter та інші соціальні медіа проти Сполученого Королівства, розроблену щоб посилити підтримку голосування за «вихід» у Brexit. Він також виявив, що він не може бути задоволений тим, що найбільший донор у кампанії Brexit, Аррон Бенкс, використовував гроші з джерел Великої Британії та, можливо, фінансувався російським урядом. У липні 2018 року Виборча комісія, Управління комісара з питань інформації та Комітет Палати громад з питань цифрових технологій, культури, медіа та спорту опублікували звіти, у яких виявили різні кримінальні злочини, пов'язані з перевитратою коштів через відмову від голосування, порушення даних та іноземне втручання Росії. У серпні 2018 року це призвело до юридичних викликів щодо визнання референдуму недійсним через порушення загального права та конституційного права Сполученого Королівства. У травні 2020 року Виборча комісія, яка направила Бенкса до Національного агентства боротьби зі злочинністю для розслідування цих звинувачень, визнала, що він не порушував виборчого законодавства під час кампанії з референдуму в ЄС у 2016 році.